# 멜로디 그랑프리
멜로디 그랑프리(Melodi Grand Prix)는 노르웨이 방송 협회(NRK)가 주최하는 음악 경연회로 유로비전 송 콘테스트의 노르웨이 예선을 겸한다.
1960년에 처음 개최된 이래 매년 열리고 있으며 멜로디 그랑프리 우승자는 유로비전 송 콘테스트에서 노르웨이 대표로 참가한다. 멜로디 그랑프리 우승자가 유로비전 송 콘테스트에서 우승한 횟수는 3차례(1985년, 1995년, 2009년)이다.

## 같이 보기
- 단스크 멜로디 그랑프리
- 멜로디페스티발렌
- 노르웨이의 유로비전 송 콘테스트 참가